# Benjamin Ursinus
Benjamin Ursinus von Bär (ur. 12 lutego 1646 w Lesznie, zm. 23 grudnia 1720 w Berlinie) – duchowny kalwiński, nadworny kaznodzieja elektora brandenburskiego, kalwiński biskup Królestwa w Prusach.

## Życiorys
Pochodził ze śląskiej rodziny protestanckich pastorów, a wywodzącej się z mieszczaństwa Świdnicy. Był synem Benjamina Ursinusa i Elżbiety z Titiusów. Urodził się w Lesznie, gdzie jego ojciec w tym czasie pełnił funkcje konrektora i konseniora w zborze braci polskich. Wychował się natomiast w Gdańsku, gdzie jego ojciec był początkowo diakonem zboru unitarian, a później diakonem zboru kalwińskiego przy kościele św. Piotra na Starym Przedmieściu. Uczęszczał do szkoły parafialnej św. Piotra i Gimnazjum Akademickiego. Studia teologiczne odbył na uniwersytecie w Heidelbergu. W 1667 roku został potajemnie ordynowany do posługi w katolickiej Kolonii. W 1670 roku został nadwornym kaznodzieją na dworze w Berlinie. Gdy elektor Fryderyk III Hohenzollern postanowił koronować się w Królewcu wyznaczył Ursinusa do przeprowadzenia ceremonii. Mianował go również naczelnym kaznodzieją nadwornym i biskupem.
18 stycznia 1701 roku wspólnie z luterańskim kaznodzieją nadwornym, Bernhardem von Sandenem dokonał aktu namaszczenia króla Fryderyka I Pruskiego. W latach 1701–1703 roku uczestniczył w pracach nad unią Kościołów ewangelickich w Prusach i Brandenburgii. Do finalizacji pomysłu zjednoczenia doktrynalnie różnych denominacji jednak nie doszło. 31 stycznia 1713 roku ochrzcił księcia pruskiego, Fryderyka.
W 1703 roku został nobilitowany. Był protoplastą pruskiej rodziny szlacheckiej Ursinus von Bär.